# Leucocită

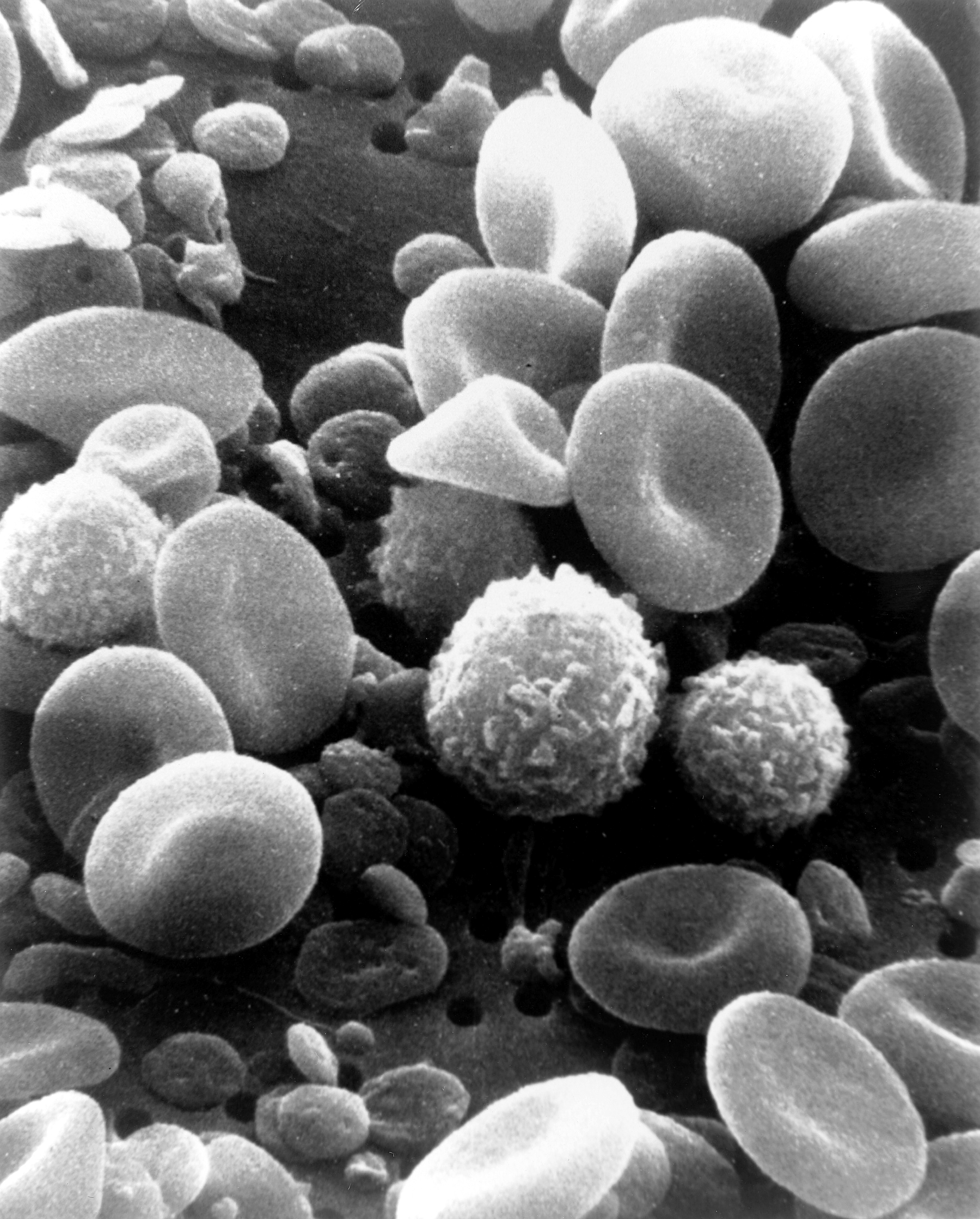
Imagine la microscopul electronic a sângelui uman normal. Pe lângă leucocitele cu formă neregulată, se pot observa și hematii.

Leucocitele sau globulele albe (gr. leukos = alb, kytos = celulă) sunt celule ale sistemului imunitar care apără organismul de boli infecțioase și corpuri străine. Există mai multe tipuri de leucocite,  limfocite si monocite, ambele  fiind produse de celule din măduva osoasă si organele limfopoerice precum splina, amigdale, ganglioni limfatici). Leucocitele se găsesc în tot corpul, inclusiv în sânge și în sistemul limfatic.
Valorile normale ale numărului de leucocite sunt diferite la adulți față de copii. În mod normal, la adultul sănătos, într-un litru de sânge există între 3.8×109 și 9.0×109 leucocite, alcătuind aproximativ 1% din sânge. Numărul anormal de leucocite din sânge este deseori un semn de boală. 
Creșterea numărului de leucocite peste valorile normale se numește leucocitoză. Aceasta este frecvent întâlnită în infecții, dar și în alte boli, printre care bolile neoplazice (leucemii, limfoame sau alte tipuri de tumori maligne). 
Scăderea numărului de leucocite sub valorile normale se numește leucopenie și poate să apară în diverse boli cum sunt unele infecții virale, aplaziile medulare etc.
Proprietățile fizice ale leucocitelor, precum volumul, conductivitatea și granularitatea se pot schimba din cauza prezenței celulelor imature sau ale leucocitelor maligne la leucemie. 
Limfocitele, un subtip al leucocitelor trăiesc de la câteva ore la câțiva ani și intervin în infecții.  Acestea sunt de doua tipuri- limfocite B care intervin în imunitatea umorala ( sintetizează anticorpi și lupta împotriva antigenelor) și limfocite T (sau limfocite cu memorie) care intervin în sinteza de anticorpi si in imunitatea celulara, limfocitele T sunt formate în timus.
Monocitele,  un alt subtip al leucocitelor, formate de asemenea în măduva osoasă și organele limfopoetice,  rămân în circulație timp de 24 de ore după care trec în țesuturi și intervin în fagocitoza bacteriilor și a resturilor celulare rămase în urma agenților patogeni.